# Callicarpa pullei
Callicarpa pullei là một loài thực vật có hoa trong họ Hoa môi. Loài này được (H.J.Lam) Govaerts mô tả khoa học đầu tiên năm 1999.